# Флінг
Флінг (англ. fling) — статевий контакт, після якого партнер(к)и не несуть ніякої відповідальності одне перед одним. В основному, це секс на 1—2 рази, коли люди зустрічаються і розходяться, не нав'язуючи ніяких обов'язків за своїм партнером чи партнеркою.
Відрізняється від поняття стосунків на одну ніч (англ. one night stand) тим, що флінг довший і може в собі нести елементи не прямо сексуального характеру, такі як обійми, поцілунки.